# Estádio de Kégué
O Estádio de Kégué (em francês: Stade de Kégué) é um estádio multiuso localizado em Kégué, distrito de Lomé, capital do Togo. Inaugurado em 18 de janeiro de 2000, é o maior estádio do país em capacidade de público, sendo oficialmente a casa onde a Seleção Togolesa de Futebol manda suas partidas amistosas e oficiais. Conta com capacidade máxima para 30 000 espectadores.

## Histórico
Em 10 de outubro de 2004, em confronto válido pelas eliminatórias africanas para a Copa do Mundo FIFA de 2006, o estádio observou seu recorde histórico de público: 45 000 pessoas assistiram  a Seleção Togolesa de Futebol vencer a Seleção Malinesa de Futebol pelo placar de 1–0, tendo o único gol da partida sido marcado por Emmanuel Adebayor.
Entretanto, a partida também ficou marcada por um grave episódio de pisoteamento de pessoas em decorrência do público presente ser muito superior à capacidade máxima de acomodação de torcedores no estádio, o que acarretou na morte de 4 pessoas e outras 5 foram levadas a hospitais locais com ferimentos graves. O presidente togolês à época, Gnassingbé Eyadéma, ordenou uma investigação sobre eventuais brechas de segurança que contribuíram para a tragédia ocorrida e assegurou assistência financeira às vítimas.